# Anthurium isidroense
Anthurium isidroense är en kallaväxtart som beskrevs av Thomas Bernard Croat och D.C.Bay. Anthurium isidroense ingår i släktet Anthurium och familjen kallaväxter. Inga underarter finns listade.